# بوواتورا
بوواتورا (به لاتین: Bowatura) یک منطقهٔ مسکونی در سری‌لانکا است که در استان مرکزی (سری‌لانکا) واقع شده‌است.